# Personaltidning
En personaltidning är en tidning som vänder sig till personer på en arbetsplats. Hur ofta den kommer ut och hur omfattande den är beror på verksamheten. I många företag, myndigheter och organisationer är personaltidningen ett komplement till intranätet, som lämpar sig bättre för snabbare mer kortfattad information. I personaltidningen kan ämnena behandlas både djupare och bredare.